# 威爾斯事務部
威爾斯事務部（英語：Wales Office），是一個英国政府部门，取代1999年權力下放前管治威爾斯的前威爾斯事務部。該部門於2017年至2024年被稱為「威爾斯事務大臣辦公室」。

## 歷史
此部門以往曾被稱為「威爾斯於西敏的聲音和西敏於威爾斯的聲音」，但自從2006年威爾斯政府法令通過後越趨無力，只可以執行少數沒有轉移予威爾斯國民議會、仍然保留在威爾斯事務大臣職位上的權力以及為爭取一年一度的對威爾斯的財政預算撥款。
威爾斯事務大臣雖然為此部門整體負責，但行政上（如刑事司法、法庭、監獄和假釋事務）部門則從屬於司法部。